# It Started With a Kiss
It Started with a Kiss (chinês tradicional: 惡作劇之吻, pinyin: Èzuòjù zhī wěn) é uma série de televisão taiwanese, estrelada por Ariel Lin e Joe Cheng. Baseada nos primeiros 10 volumes do mangá Itazura na Kiss de Kaoru Tada, foi produzida pela Comic Productions (可米製作股份有限公司) e dirigida por Chu Yu-ning (瞿友寧).
Foi transmitida pela China Television (CTV) (中視) de 25 de setembro de 2005 a 12 de fevereiro de 2006, todos os domingos, às 22:00 e pela Gala Television (GTV) Variety Show/CH 28 (八大綜合台), de 31 de setembro de 2005 a 18 de fevereiro de 2006, todos os sábados, das 21:30 até às 23:00.
A série foi a segunda adaptação televisiva do mangá Itazura na Kiss, tendo uma sequência intitulada They Kiss Again, em 2007.

## História
Yuan Xiang Qin é uma garota do colegial atrapalhada e ingênua, mas, apesar de tudo, bastante otimista. Desde que viu Jiang Zhi Shu pela primeira vez na orientação aos calouros, ela se apaixonou pelo gênio com um QI de 200. Depois de dois anos tendo uma queda por ele, finalmente decide se declarar com uma carta de amor. Zhi Shu não se importa com a declaração e Xiang Qin acaba sendo humilhada diante a escola inteira.
Naquela tarde, a nova casa que Xiang Qin e seu pai acabaram de se mudar é destruída por um leve terremoto. Os dois, então, não têm um lar para ficar, porque não pagaram o seguro terremoto. Felizmente, um velho amigo de escola de seu pai resolve ajudá-los e os convidam para viver em sua casa. Mal sabe Xiang Qin que o Tio Li é, na verdade, o pai de Zhi Shu.
Devido a estes acontecimentos, Zhi Shu e Xiang Qin começam a viver suas vidas sob o mesmo teto. A mãe de Zhi Shu deseja que os dois fiquem juntos, influenciando o filho a se tornar professor de Xiang Qin e tirando inúmeras fotos do casal. Zhi Shu permanece frio com Xiang Qin, porque pensa que ela é uma das pessoas mais burras que já conheceu e se recusa a falar com ela na escola. Ao decorrer da série, Zhi Shu se torna receptivo com Xiang Qin, a garota que faz o seu melhor na escola para que ele a note, enquanto ambos lidam com os rivais românticos, seus futuros e a relação existente entre eles.

## Elenco
- Ariel Lin como Yuan Xiang Qin (袁湘琴)
- Joe Cheng como Jiang Zhi Shu (江直樹)
- Jiro Wang como	Jin Yuan Feng (金元豐)
- Chang Yung Cheng como Jiang Wan Li (江萬利)
- Cyndi Chaw como Jiang Zhao Zi (阿利嫂)
- Tang Tsung Sheng como Yuan Cai (袁有才)
- Zhang Bo Han como Jiang Yu Shu (江裕樹)
- Petty Yang como Lin Chun Mei (林純美)
- Candice Liu como Liu Ya Nong (劉雅儂)
- Tiffany Hsu como Pei Zi Yu (裴子瑜)
- Jason Wang como Wang Hao Qian (王皓謙)
- Aaron Yan como Ah Bu (阿布)
- Bianca Bai como Bai Hui Lan (白惠蘭)

## Trilha Sonora
A trilha sonora de It Started With a Kiss (chinês tradicional: 惡作劇之吻 電視原聲帶) foi lançada em 21 de outubro de 2005 pela gravadora Alfa Music. O álbum contém treze canções, sendo que a canção "Love Ocean" por Ye Qing Long possui uma versão em inglês intitulada "Sky". O tema de abertura da série é "Say U Love Me" por Lara Veronin e Jason Wang, enquanto o encerramento é "Practical Joke" por  Wang Lan Yin.

### Lista de faixas
| N.º | Título                                          | Artista                 | Duração |  |
| 1.  | "Dream Waltz"                                   |                         |         |  |
| 2.  | "Say U Love Me"                                 | Lara Veronin Jason Wang |         |  |
| 3.  | "Meet" (遇到)                                   | Fang Ya Xian            |         |  |
| 4.  | "Love Ocean" (愛情海)                           | Ye Qing Long            |         |  |
| 5.  | "Heard" (聽見)                                  | Fang Ya Xian            |         |  |
| 6.  | "Say U Love Me" (instrumental)                  |                         |         |  |
| 7.  | "Come A Little Closer" (靠近一點點)             | Lara Veronin            |         |  |
| 8.  | "Can We" (能不能)                               | Jason Wong Landy Wen    |         |  |
| 9.  | "The Whole World Could Hear" (全世界的人都知道) | Wang Yu Yun             |         |  |
| 10. | "Peaceful World" (和平世界)                     | Lara Veronin Jason Wang |         |  |
| 11. | "Regret" (後悔)                                 | He Shu Yu               |         |  |
| 12. | "Practical Joke" (惡作劇)                       | Wang Lan Yin            |         |  |
| 13. | "Sky"                                           | Ye Qing Long            |         |  |